# کتاب‌شناسی مسعود کیمیایی
نخستین کتابِ مسعود کیمیایی، یعنی رمانِ جسدهای شیشه‌ای، نخستین بار سالِ ۱۳۸۰ از سوی انتشارات آتیه در دو جلد به چاپ رسید. این رمان در سال‌های بعد از سوی ناشران مختلفی چون اختران در یک جلد تجدید چاپ شد. کتاب مجموعه اشعار کیمیایی نیز با عنوان «زخم عقل» در سال ۱۳۸۲ از سوی انتشارات ورجاوند، روانه کتابفروشی‌ها شد.
سومین کتاب منتشر شده کیمیایی «حسد بر زندگی عین‌القضات» نام دارد که برای نخستین بار در سال ۱۳۸۷ از سوی نشر ثالث در دسترس مخاطبان قرار گرفت. این رمان داستان زندگی عین القضات همدانی متفکر و عارف قرن ششم هجری است. سومین رمان او یعنی «سرودهای مخالف ارکسترهای بزرگ ندارند» در سه جلد در پاییز ۱۳۹۴ توسط نشر اختران در بازار کتاب منتشر شده است.

## کتاب‌ها
- جسدهای شیشه‌ای، رمان، ۱۳۸۰، انتشارات آتیه
- زخم عقل، دفتر شعر، دی ۱۳۸۲، نشر ورجاوند
- حسد بر زندگی عین‌القضاه ۱۳۸۴، نشر ثالث
- سرودهای مخالف ارکسترهای بزرگ ندارند (۳ جلدی) رمان، ۱۳۹۴، اختران
- کیمیایی، مسعود؛ مظفری ساوجی، مهدی (۱۳۹۶). کتابِ مسعود کیمیایی. تهران: انتشارات کتاب آبان. شابک ۹۷۸-۶۰۰-۷۳۴۳-۷۱-۵.

## گفتگوهای مطبوعاتی
- «در سینمای من همیشه اعتراض وجود دارد» همبستگی(۳ شهریور ۱۳۸۳): ۱۲.
- «فیلم‌های من مطابق با سیاست جشنواره نیست» همبستگی (۱۹ آذر ۱۳۸۴): ۱۲.
- «گریستن بخشی از فرهنگ زیستی؛ شهری ما است» اعتماد (۲۸ دی ۱۳۸۴): ۱۱.
- «جسدهای شیشه‌ای» بخارا ۵۹ (بهمن و اسفند ۱۳۸۵): ۱۴۷−۱۵۳.
- «سینما درس نمی‌دهیم سینما یاد می‌دهیم» اعتماد ملی (۲۴ مهر ۱۳۸۷): ۹.
- «سینمای ما مضطرب است.» شرق ۱۴۹۸ (۲۰ فروردین ۱۳۹۱): ۱۵.
- «ما به انقلاب باور داشتیم، چرا این دوستان باور مرا باور نمی‌کنند؟!» دنیای اقتصاد ۲۷۸۳ (۲۱ آبان ۱۳۹۱): ۳۲.
- «مردها پیر شده‌اند» وطن امروز ۱۱۷۱ (۳۱ تیر ۱۳۹۲): ۷.
- «ادبیات ماندگارتر از سینماست» دنیای اقتصاد ۳۴۶۳ (۱ اردیبهشت ۱۳۹۴): ۳۲.
- «معتاد به اینم که اطرافم را ببینم» ایران ۶۸۵۶ (۲۸ مرداد ۱۳۹۷): ۸.
- «از تمام هستی جهان رها هستم» ۹۹۱۹(۱۱ اسفند ۹۹۱۱ :)۹.
- «رضا یزدانی به روایت مسعود کیمیایی و رضا صادقی» شرق۹۹۱۱(۹۹اسفند ۹۹۱۱:)۱.
- «عمر هنرمندان پیوسته است» شرق۱۱۱۱(۹۱بهمن ۹۹۱۱:)۹.
- «هر بهانه شادی غنیمت است» اعتماد۱۱۱۱(۱۱ خرداد ۹۹۱۱:)۹۱.
- «نه خانه من، نه خانه سینما/ مسعود کیمیایی» اعتماد۹۱۱۹(۹۱مرداد ۹۹۱۱:)۹۱.
- «ادبیات، سینما و خلاقیت» رودکی ۹۱۱و۹۹۱(بهمن ۹۹۱۱:)۹۱.
- _____”. آیا گوزنها بهترین فیلم سینمای ماست: جامعه به این فیلم صیقل زد. “خردنامه همشهری۹۱(دی ۹۹۱۱:)۱۱.
- _____”. تعظیم بلند بالایی بر نام آنان که هنرمندند دارم (به انگیزه  انتشار رمان جسدهای شیشه‌ای)“. پروین۹(اردیبهشت ۹۹۱۹:)۱–۱.
- _____”. جایی برای هنرمند نیست. “شرق۹۹۱۱(۹۹آبان ۹۹۱۱:)۹۱.
- _____”. عکس‌های شناسنامه واقعی، اما آدمها واقعی نیستند. “گوهران۹۱(تبستان ۹۹۱۱ :)۹۱۱–۹۱۹.
- _____”. متولد سالهای خط میخی. “بخارا۹۹۹(مرداد و شهریور ۹۹۱۱ :)۱۹۹–۱۹۹.
- _____”. جشنواره‌ها فیلمهای پریشان را دوست ندارند. “اعتماد۹۱۱۹(۱ آذر ۹۹۱۱ :)۹۱.
- _____”. مردهای فیلم من پیر شده‌اند. “شرق۹۱۱۱(۹۹تیر ۹۹۱۱ :)۹۹.
- _____”. اگر جلوی عدالت و انسانیت را هم بگیرند، قاچاق می‌شود. “سرمایه۱۱۱(۱۹ تیر ۹۹۱۱ :)۹۱.
- _____”. الان نه قیصر هست نه بافت شهری متعلق به او. “آفتاب یزد۹۱۱۱(۱۱ آذر ۹۹۱۱ :)۹۱.
- _____”. این لحاف مرگ را از روی شهر جمع کنید. “دنیای اقتصاد۹۹۱۹(۹۱آذر ۹۹۱۹:)۹۱.
- _____”. با توانی که دارم فیلم می‌سازم. “اعتماد۱۱۱۱(۱ مهر ۹۹۱۱ :)۹۱.
- _____”. بخشی از زندگیمان مونتاژ است. “ایران۱۱۱۱(۹ اردیبهشت ۹۹۱۱ :)۱۱.
- _____”. به‌طور قطع با نمایش فیلمهای جدی سینمای جدیتری خواهیم داشت. “آفتاب یزد۱۱۱۹(۹۱دی ۹۹۱۱:)۹۱.
- _____”. تلاش برای خنداندن تراژیک است. “ایران۱۱۱۱(۱۱ مرداد ۹۹۱۱ :)۱۱.
- _____”. جامعه فرهنگی تراژدی را می‌پسندد. “دنیای اقتصاد۹۱۱۱(۱۹ آذر ۹۹۱۱ :)۹۱.
- _____”. دعواهای‌مان هم جهان سومی است. “اعتماد۹۹۱۹(۱ مرداد ۹۹۱۱ :)۹۱.
- _____”. رفع موانع فراروی سینما به برنامه منسجم و مدون نیاز دارد. “کیهان۹۱۱۱۱(۱۱ مهر ۹۹۱۱ :)۹۹.
- _____”. رئیس بهترین فیلمم است. “آفتاب یزد۱۱۱۱(۹۱اسفند ۹۹۱۱ :)۹۱.
- _____”. رئیس شنیدنی است. “شرق۱۱۱۹(۱۹ اسفند ۹۹۱۱ :)۹۱.
- _____”. سینمای ایران بعد از انقلاب پاک شد. “رسالت۱۹۱۱(۱۹ تیر ۹۹۱۱ :)۱۱.
- _____”. متاسفم که تکه‌ای از فرهنگ از بین رفت. “دنیای اقتصاد۹۱۱۱(۱۱ آبان ۹۹۱۱ :)۱۱.
- _____”. محاکمه در خیابان پربیننده‌ترین فیلم سالهای اخیرم است. “دنیای اقتصاد۹۱۱۱(۹۱دی ۹۹۱۱ :)۹۱.
- _____”. مشتری ادبیات کمتر از سینماست. “دنیای اقتصاد۹۱۱۱(۱۹مرداد۹۹۱۱ :)۹۱.
- _____”. فیلم می‌سازم تا تمام شوم. “اعتماد۱۱۹۱(۱۱ تیر ۹۹۱۱ :)۹.
- _____”. گفتگو با مسعود کیمیایی/ تیغ زنگی مست و نسلی که ارث نمی‌برد. “اعتماد۹۱۱۱(۱۱ مرداد ۹۹۱۱ :)۹.
- _____”. بازآفرینی خاطره قیصر و رضا موتوری. “وقایع اتفاقیه(۹۹خرداد ۹۹۱۹ :)۹۱.
- _____”. اسطوره‌های تهران پیر: گفتگو با مسعود کیمیایی کارگردان رئیس. “اعتماد ملی(۹۱بهمن ۹۹۱۱) :۱–۱.
- _____”. از خودم استعفا نمی‌کنم. “اعتماد ملی(۱۱ تیر ۹۹۱۱ :)۱–۹۱.
- _____”. باید بار دیگر شروع کنی. “شرق(۱ تیر ۹۹۱۱ :)۹۱.
- _____”. حکم رئیس صادر شد. “شرق(۱ تیر ۹۹۱۱ :)۹–۹۱.
- _____”. برائت از مغرضین. “دنیای تصویر۹۱۱(بهمن ۹۹۱۱ :)۱۱–۱۱.
- _____”. فیلم ضیافت. “همشهری۹و ۱ تیر ۹۹۱۱ :)۹۱–۹۱.
- _____”. سینما، ضیافت در میزگرد با ۱منتقد. “سینما۱۱۱(۱۹ اسفند ۹۹۱۱ :)۹۱–۹۱.
- _____”. حکم یکی از اجراهای مشکل سینماست. “مردم سالاری(۹۱آذر ۹۹۱۱ :)۱.
- _____”. همه مسائل سینمای ایران در گفت و شنود فخیم‌زاده و کیمیایی. “سینما۹۱۱(۱۹ شهریور ۹۹۱۹ :)۹۹–۹۱.
- _____”. شخصیتهای رمانتیک در فیلمی گانگستری حکم. “جام جم(۹۱آذر ۹۹۱۱ :)۱.